# Tom Rob Smith
Pour les articles homonymes, voir Tom Smith et Smith.
Tom Rob Smith, né  en 1979 à Londres, est un romancier britannique spécialisé dans le roman policier.

## Biographie
Né d'une mère suédoise et d'un père anglais, Tom Rob Smith passe son enfance dans sa ville natale de Londres. Il fait des études supérieures au St John's College de l'Université de Cambridge, où il obtient son diplôme en littérature en 2001. Il séjourne ensuite un an en Italie dans un atelier d'écriture. 
Publié en 2008, son premier roman policier historique, intitulé Enfant 44 (Child 44), est inspiré de l'histoire du tueur Andreï Tchikatilo ayant sévi entre 1978 et 1990 à Rostov-sur-le-Don. Le roman qui se déroule sous la période stalinienne, dans les années 1950, en URSS, devient un thriller à propos d'un tueur en série d'enfants que tente de capturer Leo Demidow, un officiel de la police d'État et ancien agent du KGB chargé du contrespionnage. Ce best-seller international, traduit en 36 langues, se retrouve sur la liste préliminaire du Man Booker Prize et remporte le Ian Fleming Steel Dagger de la Crime Writers' Association. Il est en outre adapté au cinéma en 2014 sous le titre Child 44 par le réalisateur Daniel Espinosa.
En 2009, Tom Rob Smith fait paraître Kolyma (The Secret Speech), la suite de Enfant 44, dont l'histoire, plus proche d'un roman d'espionnage classique, se déroule notamment dans la région de Kolyma à la fin des années 1950, peu après la mort de Staline. En 2011 paraît Agent 6, le troisième et dernier roman de la trilogie avec Leo Demidov.
La Ferme (The Farm, 2014), inspiré par un souvenir d'enfance de l'auteur, est un suspense psychologique qui se déroule en Suède.
Tom Rob Smith a également signé des scénarios pour la télévision britannique.

## Romans

### TrilogieLeo Demidov
1. Enfant 44, Belfond, coll. « Littérature étrangère », 2009 ((en) Child 44, 2008), trad. France Camus-Pichon  (ISBN 978-2-7144-4438-7)Réédition, Pocket no 14292, 2010 (ISBN 978-2-266-20170-4)
2. Kolyma, Belfond, coll. « Belfond noir », 2010 ((en) The Secret Speech, 2009), trad. France Camus-Pichon  (ISBN 978-2-7144-4609-1)Réédition, Pocket no 14531, 2011 (ISBN 978-2-266-20855-0)
3. Agent 6, Belfond, coll. « Belfond noir », 2013 ((en) Agent 6, 2011), trad. France Camus-Pichon  (ISBN 978-2-7144-5182-8)Réédition, Pocket no 15472, 2014 (ISBN 978-2-266-23625-6)

### Romans indépendants
- La Ferme, Belfond, coll. « Littérature étrangère », 2014 ((en) The Farm, 2014), trad. Élisabeth Peellaert  (ISBN 978-2-7144-5720-2)Réédition, Pocket no 16400, 2015 (ISBN 978-2-266-26005-3)
- (en) Cold People, 2023

## Filmographie

### En tant que scénariste
- 2003 : Today's the Day, épisode 108, saison 5, de la série télévisée britannique Doctors, réalisé par Alice Troughton
- 2004 : Gap Year, épisode 18, saison 6, de la série télévisée britannique Doctors, réalisé par Michael B. Clifford
- 2015 : London Spy, mini-série britannique de la BBC en cinq épisodes
- 2018 : The Assassination of Gianni Versace, mini-série américaine de Netflix en neuf épisodes
- 2019 : MotherFatherSon, mini-série de la BBC de 8 épisodes
- 2023 : Class of '09, mini-série en 8 épisodes

### Adaptation
- 2014 : Child 44, film américain réalisé par Daniel Espinosa, d'après le roman éponyme, avec Tom Hardy, Joel Kinnaman et Noomi Rapace